# Leptosphaeria modesta
Leptosphaeria modesta är en svampart som först beskrevs av Jean Baptiste Desmazières, och fick sitt nu gällande namn av Gottlob Ludwig Rabenhorst 1866. Leptosphaeria modesta ingår i släktet Leptosphaeria och familjen Leptosphaeriaceae.   Inga underarter finns listade i Catalogue of Life.
I den svenska databasen Dyntaxa används istället namnet Nodulosphaeria modesta för samma taxon.  Arten är reproducerande i Sverige.